# Repetitiecirkel

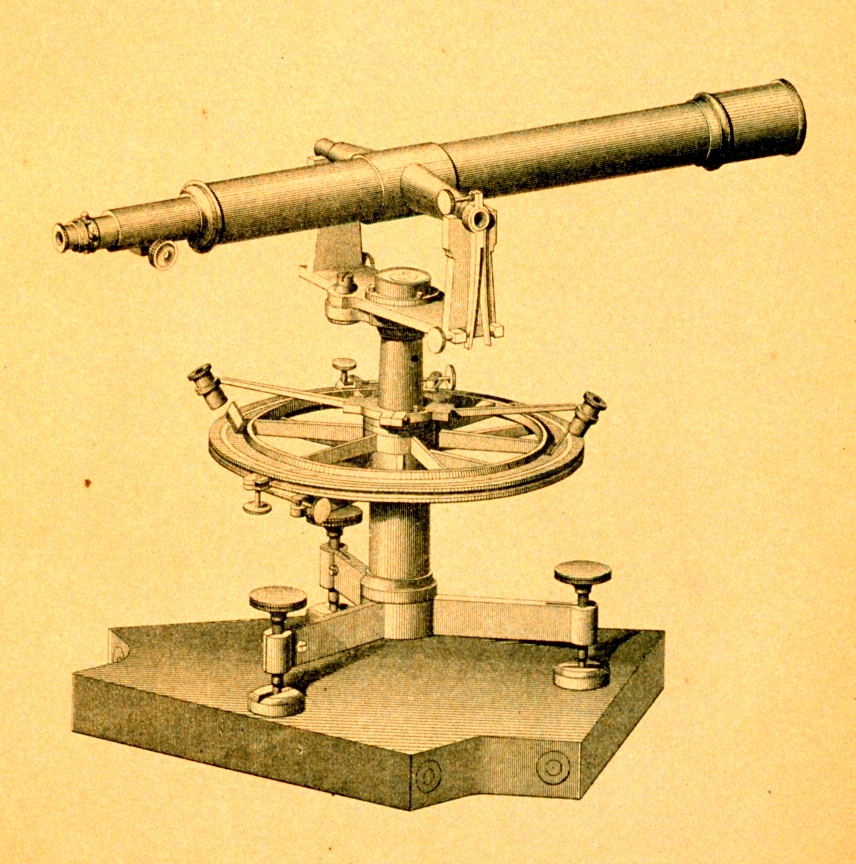
12-inch repetitiecirkel

De repetitiecirkel is een precisie-instrument voor het meten van hoeken (driehoeksmeting, ook wel: triangulatie). Het is aan het einde van de 18e eeuw uitgevonden door Jean-Charles de Borda en wordt daarom ook wel de repetitiecirkel van Borda genoemd. Het werd gebruikt in de geodesie en – in een verticale opstelling – de astrometrie.
Het instrument werd vervaardigd door de Franse instrumentenmaker Etienne Lenoir (1744-1832) voor de tweevoudige expeditie die Jean-Baptiste Joseph Delambre en Pierre Méchain in de periode 1792-1798 uitvoerde langs de meridiaan van Parijs tussen Duinkerken en Barcelona om de lengte van de meter te bepalen.

## Werking
De repetitiecirkel bestaat uit twee kijkers gemonteerd op twee koperen ringen welke onafhankelijk van elkaar kunnen draaien om een gemeenschappelijke as ten opzichte van een schaalverdeling. Teneinde de hoek te meten tussen twee veraf gelegen objecten, wordt het instrument zodanig opgesteld dat het vlak van de cirkels samenvalt met het vlak dat bepaald wordt door de twee objecten. De hoek wordt gemeten door de kijkers elk op een van de objecten te richten en vast te zetten. Bijvoorbeeld de bovenste kijker op het rechter object en de onderste kijker op het linker object. Om de nauwkeurigheid te vergroten, worden vervolgens de twee kijkers gezamenlijk gedraaid tot de onderste kijker het rechter object in beeld heeft. Vervolgens wordt de bovenste kijker vrijgemaakt en onafhankelijk van de onderste op het linker object gericht. Dit levert de dubbele hoek op. Deze procedure kan herhaald worden net zo lang de waarnemer wenst. Het resultaat wordt dan gevonden door de cumulatieve hoek te delen door het aantal iteraties.
Op deze wijze wordt de invloed van meetfouten (onvolkomenheden van het instrument, fouten bij aflezen) geminimaliseerd.